# DearS
DearS (ディアーズ, Diāzu) é um mangá de comédia romântica criado por PEACH-PIT (também criadoras de Rozen Maiden). Foi publicado pela revista shounen Dengeki Comic Gao, de Março de 2002 a Dezembro de 2005, totalizando 8 volumes. Recebeu uma adaptação para anime, exibido de Julho de 2004 a Setembro de 2004. O DVD também inclui um episódio extra, "9.5" que ocorre entre o episódio 9 e 10.

## Enredo
Um OVNI tripulado por membros  da raça DearS (alienígenas com aparência humana), faz uma aterrissagem de emergência na Terra. Desde então, as vidas de Takeya Ikuhara, um típico estudante colegial do Japão, e Neneko Izumi, sua amiga de infância, são completamente mudadas por Ren e outros DearS na cidade

## Personagens
Takeya Ikuhara (幾原 武哉, Ikuhara Takeya)
Esquentado garoto de 17 anos, estudante do ensino médio e protagonista do anime.
- Dublado por: Kishô Taniyama (versão japonesa)

Takeya não se adapta a novas experiências, o que faz a sua aceitação com a misteriosa garota alien Ren ainda mais dificil (especialmente devido ao fato de, quando eram crianças, Neneko o mostrava filmes de aliens). Mas embaixo de sua constante máscara de indiferença, existe um coração amável. Takeya costuma entrar nas coisas de cabeça e perde mais tempo surtando sobre um problema do que resolvendo-o. Ele também parece perder sua cabeça mais do que devia, tendo poucos amigos íntimos.
Ren (レン)
DearS dedicada de Takeya
- Dublado por: Ai Shimizu (versão japonesa)

Ren é uma DearS com defeito, que não se destinava a ser revelada ao público (nome de Ren, na língua das DearS, significa nulo), mas, ao ser encontrada por Takeya ela encontra um mestre.  Inicialmente, a DearS não tinha um nome, mas Takeya a batizara de Ren após a primeira palavra de seu número de identificação. Segundo a lei das DearS, um escravo que escolhe um mestre por si próprio é visto como tendo o "Dom" e é considerado sagrado. Peituda e bonita, ela é uma maravilha para Takeya e seus colegas, mas tem de ser vigiada constantemente pela sua inexperiência com os costumes humanos e cultura japonesa. Ren aprendeu a língua japonesa em uma única noite com uma pilha de livros didáticos e dicionários doados por Neneko, seriam usados por Takeya que planejava ensinar a ela. Isso é justificado pela extra-comum habilidade DearS em aprender idiomas. Seu nome completo é "Ren Ren Ren Nagusaran Rensia Rurunnren Nakora" (レンレンレンナグサランレンシーア· ·ルルンンレンナコラ).
Neneko Izumi (和泉 寧々子, Izumi Neneko)
Amiga de infância de Takeya e filha do senhorio do garoto
- Dublado por: Chiwa Saito (versão japonesa)

Apesar de sua constante implicância, os dois são melhores amigos, se conhecendo desde a infância. Neneko normalmente serve como o equilíbrio e o bom senso da dupla, e, muitas vezes, aparece durante situações difíceis que Takeya está muito nervoso para resolver. Ela o ajuda em tempos difíceis tantas vezes que, de fato, ela se pergunta como ele viveria sozinho sem ela.
Mitsuka Yoshimine (芳峰 蜜香, Yoshimine Mitsuka)
Desavergonhada e exibicionista professora de inglês de Takeya
- Dublado por: Kikuko Inoue (versão japonesa)

Mitsuka é um tanto tarada e utiliza-se de um livro "estranho" para ensinar inglês aos seus alunos, deixando os mesmos constrangidos, pois o livro que usam foi feito pela professora e está cheio de material erótico, pornografia. Mitsuka tem o habito de transformar conversas normais em situações embaraçosas, normalmente por confundir simples bate-papos em atos sexuais ou orgias. Tem a mente aberta e sempre espera o novo.
Hikorou Oikawa (及川彦郎, Oikawa Hikorō)
 Um amigo homem de Takeya
- Dublado por: Kappei Yamaguchi  (versão japonesa)

Apesar de serem da mesma classe, ele e Takeya têm pouco em comun. É o membro número 1 do "DearS Love Club", sendo extremamente interessado neles, especialmente nas femininas. Embora pateta, no coração, ele continua sendo um jovem decente.

## Ligações Externas

### Forum
- (em português) Alice Game Este fórum discute a série Rozen Maiden, outras séries de Peach-Pit e ainda Alice no País das Maravilhas.